# Ken Norris (Leichtathlet)
Kenneth Leonard Norris (* 11. Juli 1931 im Metropolitan Borough of Hampstead) ist ein ehemaliger britischer Langstreckenläufer.
Beim Cross der Nationen gewann er 1954 Silber und 1955 Bronze. Zum Jahresabschluss 1955 siegte er bei der Corrida Internacional de São Silvestre.
1956 folgte auf eine Silbermedaille beim Cross der Nationen ein fünfter Platz über 10.000 m bei den Olympischen Spielen in Melbourne.
1957 holte er eine weitere Bronzemedaille beim Cross der Nationen.
1955 sowie 1956 wurde er Englischer Meister über sechs Meilen und 1956 im Crosslauf.

## Persönliche Bestzeiten
- 5000 m: 14:04,0 min, 14. September 1955, Prag
- 10.000 m: 29:21,4 min, 12. Oktober 1955, London